# Peter Robinson (écrivain)
Pour les articles homonymes, voir Peter Robinson et Robinson.
Œuvres principales
- Série Inspecteur Alan Banks
- Saison sèche

Peter Robinson, né le 17 mars 1950 à Castleford, (Yorkshire de l'Ouest, Angleterre) et mort le 4 octobre 2022 à Toronto, (Canada),, est un écrivain canadien d'origine britannique, auteur de roman policier.

## Biographie
Après des études supérieures à l'université de Leeds, où Peter Robinson obtient en 1974 une licence en lettres, il émigre au Canada. Il exerce le métier d'enseignant et poursuit ses études à l'université de Windsor et décroche en 1975 une maîtrise en création littéraire sous la tutelle de la romancière américaine Joyce Carol Oates. En 1983, il atteint le grade de doctorat de l'université d'York et continue d'enseigner.
Il amorce sa carrière littéraire dès 1979 par la publication d'un recueil de poésie. À partir de 1987, il se consacre à l'écriture de romans policiers, inspirés par les œuvres de Georges Simenon, P. D. James et Ruth Rendell. L'action de ses intrigues policières se passe le plus souvent à Eastvale, et met en scène l'inspecteur Alan Banks, un policier méthodique, passionné de jazz, de musique classique et de lecture.
Il remporte le grand prix de littérature policière 2001 avec Saison sèche (In a Dry Season), le dixième titre de la série des enquêtes de l'inspecteur Banks.

## Œuvre

### Romans

#### SérieInspecteur Alan Banks
1. Gallows View (1987) Publié en français sous le titre Le Voyeur du Yorkshire, Paris, LGF, coll. « Le Livre de poche » no 37127, 2007
2. A Dedicated Man (1988) Publié en français sous le titre Le Rocher aux corbeaux, Paris, LGF, coll. « Le Livre de poche » no 37141, 2006
3. A Necessary End (1989) Publié en français sous le titre Matricule 1139, Paris, LGF, coll. « Le Livre de poche » no 35046, 2007
4. The Hanging Valley (1989) Publié en français sous le titre La Vallée des ténèbres, LGF, coll. « Le Livre de poche » no 37094, 2005
5. Past Reason Hated (1991) Publié en français sous le titre Noir comme neige, Paris, LGF, coll. « Le Livre de poche » no 35039, 2008
6. Wednesday's Child (1992)
7. Dry Bones That Dream ou Final Account (1994) Publié en français sous le titre Tous comptes faits, LGF, coll. « Le Livre de poche » no 31261, 2009
8. Innocent Graves (1996) Publié en français sous le titre Un goût de brouillard et de cendres, Paris, LGF, coll. « Le Livre de poche » no 37001, 2004
9. Dead Right ou Blood at the Root (1997) Publié en français sous le titre Le Sang à la racine, Paris, LGF, coll. « Le Livre de poche » no 17268, 2003
10. In a Dry Season (1999) Publié en français sous le titre Saison sèche, Paris, Albin Michel, coll. « Spécial Suspense », 2000 ; réédition, Paris, LGF, coll. « Le Livre de poche » no 17241, 2002
11. Cold is the Grave (2000) Publié en français sous le titre Froid comme la tombe, Paris, Albin Michel, coll. « Spécial Suspense », 2001 ; réédition, Paris, LGF, coll. « Le Livre de poche » no 37024, 2004
12. Aftermath (2001) Publié en français sous le titre Beau Monstre, Paris, Albin Michel, coll. « Spécial Suspense », 2003 ; réédition, Paris, LGF, coll. « Le Livre de poche » no 37071, 2005
13. The Summer that Never Was ou Close to Home (2003) Publié en français sous le titre L'Été qui ne s'achève jamais, Paris, Albin Michel, coll. « Spécial Suspense », 2004 ; réédition, Paris, LGF, coll. « Le Livre de poche » no 37166, 2006
14. Playing with Fire (2004) Publié en français sous le titre Ne jouez pas avec le feu, Paris, Albin Michel, coll. « Spécial Suspense », 2005 ; réédition, Paris, LGF, coll. « Le Livre de poche » no 37214, 2007
15. Strange Affair (2005) Publié en français sous le titre Étrange Affaire, Paris, Albin Michel, coll. « Spécial Suspense », 2006 ; réédition, Paris, LGF, coll. « Le Livre de poche » no 31101, 2008
16. Piece of My Heart (2006) Publié en français sous le titre Le Coup au cœur, Paris, Albin Michel, coll. « Spécial Suspense », 2007 ; réédition, Paris, LGF, coll. « Le Livre de poche » no 31540, 2005
17. Friend of the Devil (2007) Publié en français sous le titre L'Amie du diable, Paris, Albin Michel, coll. « Spécial Suspense », 2008 ; réédition, Paris, LGF, coll. « Le Livre de poche » no 31876, 2010
18. All The Colours Of Darkness (2008) Publié en français sous le titre Toutes les couleurs des ténèbres, Paris, Albin Michel, coll. « Spécial Suspense », 2010 ; réédition, Paris, LGF, coll. « Le Livre de poche » no 32146, 2011
19. Bad Boy (2010) Publié en français sous le titre Bad Boy, Paris, Albin Michel, coll. « Spécial Suspense », 2011 ; réédition, Paris, LGF, coll. « Le Livre de poche » no 32731, 2012
20. Watching The Dark (2012) Publié en français sous le titre Face à la nuit, Paris, Albin Michel, coll. « Spécial Suspense », 2014 ; réédition, Paris, LGF, coll. « Le Livre de poche » no 33604, 2015
21. Children of the Revolution (2013)
22. Abattoir Blues (2014) Publié aux Etats-Unis sous le titre 'In the Dark Places'Publié en français sous le titre Moissons sanglantes, Paris, Albin Michel, coll. « Spécial Suspense », 2016
23. When the Music's Over (2016)
24. Sleeping in the Ground (2017)
25. Careless Love (2018]
26. Many Rivers To Cross (2019)
27. Not Dark Yet (2021)
28. Standing in the Shadows (2023)

#### Autres romans
- Caedmon's Song  ou The First Cut (1990), roman ayant des liens avec l'intrigue du roman L'Amie du diable (Friend of the Devil), mais sans la présence de l'inspecteur Banks  Publié en français sous le titre Qui sème la violence..., Paris, Albin Michel, coll. « Spécial Suspense », 1993 ; réédition, Paris, LGF, coll. « Le Livre de poche » no 37066, 2005
- No Cure for Love (1995)
- Before The Poison (2011) Publié en français sous le titre Le Silence de Grace, Paris, Albin Michel, coll. « Spécial Suspense », 2013

### Recueils de nouvelles
- Not Safe After Dark (1998), contient trois nouvelles avec l'inspecteur Banks
- The Price of Love (2009), contient un court roman et trois nouvelles avec l'inspecteur Banks

### Poésie
- With Egal Eyes (1979)
- Nosferatu (1981)

## Prix et récompenses

### Prix
- Prix Arthur-Ellis 1992 du meilleur roman pour Past Reason Hated[3]
- Prix Arthur-Ellis 1997 du meilleur roman pour Innocent Graves[3]
- Prix Anthony 2000 du meilleur roman pour In a Dry Season[4]
- Prix Barry 2000 du meilleur roman pour In a Dry Season[5]
- Grand prix de littérature policière 2001 pour Saison sèche[6]
- Prix Edgar-Allan-Poe 2001 de la meilleure nouvelle pour Missing in Action[7]
- Prix Arthur-Ellis 2001 du meilleur roman pour Cold Is the Grave[3]
- Prix Palle-Rosenkrantz 2006 pour Cold Is the Grave
- Prix Derrick-Murdoch 2010[8]
- Prix Arthur-Ellis 2012 du meilleur roman pour Before the Poison[3]
- Prix Arthur-Ellis 2013 pour Before the Poison[3]
- Prix Arthur-Ellis 2018 du meilleur roman pour Sleeping in the Ground[3]
- Grand Master Award Crime Writers of Canada 2020[3]

### Nominations
- New Blood Dagger Award 1987 pour Gallows View[9]
- Prix Arthur-Ellis 1988 du meilleur premier roman pour Gallows View[3]
- Prix Arthur-Ellis 1989 du meilleur roman pour A Dedicated Man[3]
- Prix Arthur-Ellis 1990 du meilleur roman pour The Hanging Valley[3]
- Prix Arthur-Ellis 1991 du meilleur roman pour Caedmon’s Song[3]
- Prix Arthur-Ellis 1993 du meilleur roman pour Wednesday’s Child
- Prix Edgar-Allan-Poe 1995 du meilleur roman pour Wednesday’s Child[7]
- Prix Hammett 1996 pour Innocent Graves[10]
- Prix Arthur-Ellis 1996 du meilleur roman pour No Cure for Love[3]
- Prix Arthur-Ellis 1998 du meilleur roman pour Dead Right[3]
- Prix Hammett 1999 pour In a Dry Season[10]
- Prix Edgar-Allan-Poe 2000 du meilleur roman pour In a Dry Season[7]
- Prix Arthur-Ellis 2000 du meilleur roman pour In a Dry Season[3]
- Prix Macavity 2000 du meilleur roman pour In a Dry Season[11]
- Prix Anthony 2004  du meilleur roman pour Close to Home[4]
- Prix Arthur-Ellis 2004  du meilleur roman pour Close to Home[3]
- Prix Hammett 2004 pour Playing with Fire[10]
- Prix Macavity 2004 du meilleur roman pour Playing with Fire[11]
- Prix Arthur-Ellis 2004 du meilleur roman pour Playing with Fire[3]
- Prix Macavity 2006 du meilleur roman pour Strange Affair[11]
- Prix Arthur-Ellis 2006 du meilleur roman pour Strange Affair[3]
- Prix Macavity 2007 du meilleur roman pour Piece of My Heart[11]
- Prix Arthur-Ellis 2007 du meilleur roman pour Piece of My Heart[3]

## Sources
- Claude Mesplède, Dictionnaire des littératures policières, vol. 2 : J - Z, Nantes, Joseph K, coll. « Temps noir », 2007, 1086 p. (ISBN 978-2-910-68645-1, OCLC 315873361), p. 661-662.